# Aleksandr Sergejevič Gribojedov
Aleksandr Sergejevič Gribojedov (Moskva, 15. siječnja 1795. – Teheran, 11. veljače 1829.), ruski književnik.
Imao je široko obrazovanje i bio je blizak krugu petrogradskih dekabrista. Obavljao je različite diplomske dužnosti u Perziji i na Kavkazu. Nakon rusko-perzijskog rata pregovarao je s Perzijancima i sklopio za Rusiju povoljan Turkmančajski ugovor o miru. Pisao je prozu i stihove, a glavno djelo mu je društvena komedija "Teško pametnome", u kojoj izvrgava ruglu star moskovsku gospodu i osuđuje feudalni mentalitet. Ubijen je u Teheranu prilikom provale revolucionarnih snaga u rusko veleposlanstvo.